# Céu na Terra (álbum)
Céu na Terra é o décimo segundo trabalho musical da cantora cristã Soraya Moraes e o primeiro lançado pela gravadora Sony Music em outubro de 2013.[carece de fontes?]
O disco foi produzido por Esdras Gallo e Paulo César Baruk.
No repertório, canções de composições próprias, algumas versões internacionais e músicas de novos parceiros como Josy Santos e Tony Ricardo. Soraya também faz duetos especiais com alguns cantores, como Cassiane na música “Silêncio de Deus”; Rayssa Moraes, filha da cantora, canta com a mãe em “Porque Teu é o Reino”; e, Thiago Rios – regente do coral Promessas – na música “Santo”.
O álbum foi indicado ao Grammy Latino em 2014, na categoria melhor álbum de música Cristã em Língua Portuguesa.

## Faixas
1. Céu na Terra (Heaven On Earth) 3:54
2. Cadeias Quebrar (Break Every Chain) 5:32
3. Silêncio de Deus 4:46
4. Lugar de Glória 4:42
5. Te Peço Um Milagre 5:37
6. A Vitória Está em Ti (Victor's Crown) 7:06
7. O Deus que Me Busca 4:15
8. Deus Está Aqui (God Is Here) 5:53
9. Não Há Deus Como o Senhor 4:40
10. Porque Teu É o Reino 5:00
11. Santo (Holy) 5:52
12. Melhor para Mim (Best for Me) 4:17